# Potocki-Shaffer-Syndrom
Das Potocki-Shaffer-Syndrom (englisch Potocki-Shaffer syndrome) ist ein sehr seltenes genetisch bedingtes Syndrom des Menschen, das verschiedene Veränderungen am Skelettsystem hervorruft. Ursache ist eine Chromosomenmutation mit Deletion mehrerer benachbarter Gene im Abschnitt 11p11.2 auf dem Chromosom 11.
Synonyme in der anglo-amerikanischen Literatur sind chromosome 11p11.2 deletion syndrome, P11pDS und proximal 11p deletion syndrome.
Die Störung als Syndrom wurde 1996 von L. Potocki und L. G. Shaffer erstbeschrieben.
Das Syndrom ist nicht zu verwechseln mit dem auch Potocki-Lupski-Syndrom genannten Mikroduplikationssyndrom 17p11.2.

## Verbreitung
Die Häufigkeit (Prävalenz) des Syndroms wird mit weniger als 1:1.000.000 angegeben.
Bis 2006 wurden 23 Patienten aus 14 Familien beschrieben. Bis Oktober 2012 waren immer noch weniger als 100 Fälle beschrieben.

## Ursache

Idiogramm des menschlichen Chromosoms 11

### Entstehung
Die Mehrzahl der Fälle entsteht durch eine Deletion des Chromosomen-Abschnitts während der Bildung der elterlichen Keimzellen (Gameten), also Spermium oder Eizelle, oder während der frühen Fetalentwicklung des Kindes. Seltener ererbt der Betroffene die Störung von einem Elternteil. In diesen Fällen folgt die Störung einem autosomal-dominanten Erbgang.

### Betroffene Gene
Das Potocki-Shaffer-Syndrom wird durch Deletion eines Teils von Chromosom 11 verursacht. Auf dessen kurzen Arm liegt proximal (nahe am Zentromer) der Bereich 11p11.2, auf dem verschiedene Gene angeordnet sind:
- EXT2: Der Verlust dieses Gens verursacht die zahlreichen Exostosen. Das EXT2 codiert für ein Protein namens exostosin-2, das wiederum im Golgiapparat an exostosin-1 bindet. Der Komplex von exostosin-1 und exostosin-2 beeinflusst die Bildung des Heparansulfats, das an zahlreichen Prozessen des Körpers beteiligt ist.
- ALX4: Der Verlust dieses Gens ist für die vergrößerten Fontanellen verantwortlich. ALX4 codiert für einen Transkriptionsfaktor, der für die normale Entwicklung des Schädels wichtig zu sein scheint.
- PHF21A codiert für BHC80, das gemeinsam mit BRAF35 und einer Histon-Deacetylase den Corepressor-komplex BHC bildet, der wiederum an der Genregulation bestimmter Gene für Nervenzellen beteiligt ist.

Vermutlich sind weitere Gene im gleichen Chromosomenabschnitt am Potocki-Shaffer-Syndrom beteiligt.

## Klinisches Erscheinungen
Das Potocki-Shaffer-Syndrom ist geprägt durch zahlreiche Exostosen, Parietalforamina (zusätzliche Öffnungen im Scheitelbein), vergrößerte vordere Fontanelle und gelegentlich Intelligenzminderung und Entwicklungsverzögerung sowie leichte kraniofaziale Anomalien (Fehlbildungen des Gesichtsschädels), hierunter Kurzköpfigkeit (Brachycephalie), ausgeprägte Stirn, schmaler Nasenrücken, verkürzter Abstand zwischen Nase und Mund (schmales Philtrum), herabhängende Mundwinkel.
Mitunter finden sich auch Foramina parietalia permagna.
Zu den seltenen Erscheinungen des Syndroms gehören Sehstörung und Fehlbildungen von Herz, Nieren und übrigen Harnorganen.
Sehr selten können die Exostosen maligne entarten, sich also zu einer Krebserkrankung entwickeln.

## Untersuchungsmethoden und Behandlung
Die Diagnose erfolgt klinisch (anhand der Symptome). Der Nachweis der genetischen Störung erfolgt zytogenetisch (mittels Fluoreszenz-in-situ-Hybridisierung, FISH-Test) oder molekulargenetisch. Gelegentlich wird empfohlen, dass sich die Eltern eines betroffenen Kindes auf balancierte Translokationen untersuchen lassen, um das Risiko einer Wiederholung bei späteren Kindern abschätzen zu können.
Es wird eine systematische Suche nach Sehstörungen wie Schielen (Strabismus) und Nystagmus und nach Hörstörungen empfohlen.
Die Therapie orientiert sich an den Symptomen beinhaltet Elemente der Frühförderung. Eine ursächliche Therapie ist nicht bekannt.